# Vojvodrész
Vojvodrész románul: Tirici, település Romániában, Erdélyben, Hunyad megyében.

## Fekvése
Petrilla mellett fekvő település.

## Története
Vojvodrész korábban Petrilla része volt; Deákbányatelep + Defortelep + Lónyaytelep. 1956-ban a várost alkotó településként adatai Petrilláéhoz voltak számítva.
1966-ban 272 lakosából 251 román, 1977-ben  és 1992-ben 79 román, a 2002-es népszámláláskor pedig 67 román lakosa volt.